# Унион 05
«Унион 05» — люксембургский футбольный клуб, выступающий в настоящее время в Национальном дивизионе Люксембурга, сильнейшем дивизионе страны. 

## История
Клуб основан в 2005 году, путём слияния клубов «Женесс Кейл 07» и «СК Тетанж». Клуб представляет два городка из коммуны Кейл, Кейл и Тетанж, и попеременно проводит свои домашние матчи на двух стадионах, «Виктор Марчал» в Тетанже и «Ру де Дюделанж» в Кейле. В сезоне 2010/11 клуб победил в Дивизионе почёта, втором по силе дивизионе Люксембурга и получил право в сезоне 2011/12 дебютировать в высшем национальном дивизионе. Несмотря на то, что «Унион 05» считается дебютантом высшего дивизиона Люксембурга, один из клубов его основавших, а именно «СК Тетанж» провёл в высшем дивизионе, с 1922 по 1973 годы, 18 сезонов, лучшим из которых был сезон 1957/58 в котором он занял 4-е место. Также «СК Тетанж» имеет на своём счету участие в финале Кубка Люксембурга в 1951 году.

## Достижения
- Вторая лига Люксембурга:

Чемпион (1): 2010/11

## Известные футболисты
- Мигел Рейсиньо